# Les Tiroirs de l'inconnu
Les Tiroirs de l'inconnu est un roman de Marcel Aymé paru en 1960.

## Genèse de l'œuvre
Après douze années consacrées au théâtre, Marcel Aymé publie à nouveau un roman, un récit à la trame bien compliquée et inachevée, en apparence.

## Résumé
À sa sortie de prison, Martin trouve un emploi à la S.B.H., entreprise de M. Lormier. Gravées sur le fond de plusieurs tiroirs de son bureau, il découvre les mésaventures de son prédécesseur et se lance à sa recherche...